# Rio Drava
O Rio Drava. Ao fundo, a cidade de Maribor, na Eslovênia

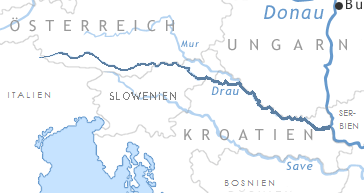
Curso do Drava (Drau).

O rio Drava (também em croata, esloveno e italiano; Dráva em húngaro e Drau em alemão) é um rio da Europa Central meridional que nasce no Tirol Meridional (Itália), e corre para leste através do Tirol Oriental e da Caríntia (Áustria), entra na Eslovênia e segue na direção sudeste através da Croácia, formando a maior parte da fronteira entre aquele país e a Hungria, e termina o seu curso no rio Danúbio, perto de Osijek. A sua extensão total é de 749 km.
Em tempos remotos o rio era chamado Dravus. O nome é provavelmente de origem celta.

## Geografia
O Drava (em conjunto com um dos seus afluentes, o rio Slizza) e o rio Spöl são os dois únicos rios com nascente na Itália e que integram a bacia hidrográfica do rio Danúbio. Os seus afluentes principais pela margem esquerda são (de norte para sul) o Isel (caudal 39 m³/s), o Möll (25 m³/s), o Lieser (22 m³/s), o Gurk (30 m³/s) e o Lavant (12 m³/s) na Áustria, e o Mur (166 m³/s) perto de Legrad na fronteira Croácia-Hungria. Os afluentes principais pela margem direita são, de sul para norte, o Gail (45 m³/s) na Áustria, o Meža (12 m³/s) e o Dravinja (11 m³/s) na Eslovénia, e o Bednja na Croácia.
| País                        | Comprimento (km) | Área da bacia (km²) | Caudal médio (m³/s) |
| --------------------------- | ---------------- | ------------------- | ------------------- |
| Itália                      | 10,6             | 354 (0,9%)          | 4                   |
| Áustria                     | 254,7            | 22162 (55,2%)       | 280                 |
| Fronteira Áustria-Eslovénia | 4,2              | fronteira           |                     |
| Eslovénia                   | 117,7            | 4662 (11,6%)        | 292                 |
| Fronteira Croácia-Eslovénia | 23,3             | fronteira           |                     |
| Croatia                     | 166,4            | 6822 (17,0%)        | 544                 |
| Fronteira Croácia-Hungria   | 133.0            | fronteira           |                     |
| Hungria                     | 0                | 6154 (15,3%)        | 544                 |
| Total                       | 709,8            | 40154 (100%)        | 544                 |